# Bishop Burton
Pour les articles homonymes, voir Burton.
Bishop Burton est une paroisse civile et un village du Yorkshire de l'Est, en Angleterre.